# Mikuláš Doležal

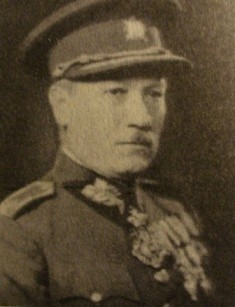
Mikuláš Doležal

Mikuláš Doležal (* 6. Dezember 1889 in Vlásenice u Pelhřimova; † 1. Oktober 1941 in Prag) war ein tschechoslowakischer Soldat, Legionär sowie Divisionsgeneral in der Tschechoslowakischen Armee. Als führendes Mitglied der Widerstandsgruppe Obrana národa war er eine Persönlichkeit des tschechoslowakischen Widerstandes 1939–1945 gegen den Nationalsozialismus.

## Leben
Nach dem Besuch der staatlichen Realschule in Telč (1905–1910) studierte Mikuláš Doležal an der Technischen Hochschule in Prag (1910–1913). Nach dem Kriegsausbruch 1914 wurde er eingezogen und zu einem Regiment der k.u.k. Feldjäger in die Karpaten geschickt, wo er am 26. Dezember 1914 in russische Gefangenschaft geriet. Bis zum 19. Mai 1916 war Doležal in Gefangenenlagern in Korotscha, Arsamas und Murom interniert. Im Mai 1916 meldete er sich in die Erste serbische Freiwilligendivision in Odessa, mit der er unter anderem in Dobrudscha kämpfte. Im Januar 1917 trat er den Tschechoslowakischen Legionen bei. Dort diente er im 8. Schützenregiment und hatte die ersten Befehlshaberposten inne, genauso wie ab Anfang 1919 in Krasnojarsk, wo er die Telegraphenstation der 3. Tschechoslowakischen Division leitete.
Nach der Rückkehr in die Tschechoslowakei diente Doležal ab August 1919 im Verteidigungsministerium (Ministerstvo národní obrany) als Adjutant des Generalinspekteurs der Armee J. S. Machar. Nach Lehrgängen an der Vysoká škola válečná (Kriegshochschule) in Prag (1920–1922) diente er als Major des Generalstabs bei der militärischen Landeskommandantur für Mähren in Brünn, wo er ab 1927 dem Stab vorstand. Anschließend arbeitete er im Verteidigungsministerium in Prag als erster stellvertretender Vorsitzender des Generalstabs, ab Juli 1933 als General. Ab Dezember 1933 befehligte er die 9. Infanteriebrigade in Budweis. Von 1935 bis 1938 war er Leiter der Prager Kriegshochschule. 1938 leitete Doležal die Tschechoslowakische militärische Mission für Jugoslawien.
Nach der Besetzung des Landes durch die Wehrmacht und der Ausrufung des Protektorats Böhmen und Mähren schloss sich Mikuláš Doležal der Widerstandsorganisation Obrana národa an und wurde bald Stellvertreter des Generals Bedřich Homola, zuerst in der Landeskommandatur für Groß-Prag, später, nach etlichen Verhaftungen, in der Hauptkommandantur der Obrana národa. Am 4. August 1941 verhaftete ihn jedoch die Gestapo und unterzog ihn harten Verhören. Kurz nach der Ankunft des neuen stellvertretenden Reichsprotektors Reinhard Heydrich am 27. September 1941 in Prag wurde Doležal am 1. Oktober 1941 im Gefängnis Prag-Ruzyně hingerichtet.

## Auszeichnungen
- Tschechoslowakisches Kriegskreuz 1914–1918
- Tschechoslowakische Revolutionsmedaille
- Tschechoslowakische Siegesmedaille
- Croix de guerre
- Stern von Rumänien
- Ehrenlegion (Ordre de la Légion d'Honneur Chevalier)

und andere.